# Vítor Bastos
Vítor Manuel Santos Bastos (Guimarães, 1º maggio 1990) è un calciatore portoghese, difensore del Valadares.

## Carriera

### Club
Ha giocato nella massima serie dei campionati portoghese e croato, e nella seconda divisione francese.